# Gadżymurad Raszydow
Gadżymurad Gazigandowicz Raszydow (ros. Гаджимурад Газигандович Рашидов; ur. 30 października 1995) – rosyjski zapaśnik dargijskiego pochodzenia, startujący w stylu wolnym. Brązowy medalista olimpijski  z Tokio 2020 w kategorii 65 kg. Mistrz świata w 2019; wicemistrz w 2018 i 2017 roku. 
Złoty medalista mistrzostw Europy w 2016 i 2018; srebrny w 2024. Triumfator igrzysk wojskowych w 2019. Piętnasty w indywidualnym Pucharze Świata w 2020. Pierwszy w Pucharze Świata w 2019; drugi w 2016. Trzeci w MŚ juniorów w 2014 i 2015. Mistrz Europy U-23 w 2017.
Mistrz Rosji w 2017, 2019, 2020 i 2021; trzeci w 2015 roku.